# Івановка (Шарканський район)
Іва́новка (рос. Ивановка) — присілок у складі Шарканського району Удмуртії, Росія.

## Населення
Населення — 82 особи (2010; 83 у 2002).
Національний склад станом на 2002:
- росіяни — 86 %

## Урбаноніми[3]
- вулиці — Надії, Ставкова